# Akalın (Yüksekova)
Akalın (kurd. Bajerge) ist ein Dorf im Landkreis Yüksekova, Provinz Hakkâri. Es befindet sich im Südosten der Türkei, 3 km westlich der Kreisstadt. Akalın liegt auf 2.140 m über dem Meeresspiegel an der Straße zwischen Yüksekova und Hakkâri. Der ursprüngliche Name lautete Bajirge.
Im Jahre 2000 lebten hier 765 Menschen. und im Jahre 2009 insgesamt 914. Der Entwicklungsplan der Stadtverwaltung von Yüksekova  für 2010–2014 gibt die gegenwärtige Zahl registrierter Einwohner mit 886 an.
Das Dorf verfügt über eine Grundschule. und über einen Friedhof, auf dem zahlreiche sogenannte Märtyrer der PKK beerdigt wurden. Ferner liegen dort sieben Mitglieder des Govi-Stammes, die 1996 von Soldaten gefasst und anschließend erschossen worden waren.